# 羊と鋼の森
『羊と鋼の森』（ひつじとはがねのもり）は、日本の作家である宮下奈都による小説。
文藝春秋発行の『別册文藝春秋』にて2013年11月号から2015年3月号まで連載される。2015年9月15日、単行本が同社より刊行される。装画は牧野千穂が担当している。装丁は大久保明子が手がけている。著者の宮下は、「師がいて、そこに弟子入りする男の子の話を書きたかった」と語っている。
2015年、紀伊國屋書店による〈キノベス！2016〉第1位に選ばれる。同年、『王様のブランチ』によるブランチブックアワード2015大賞に選ばれる。同年、第154回直木三十五賞の候補作に選ばれる。2016年、第13回本屋大賞で大賞に選ばれる。
2018年2月9日、文庫化。レーベルは文春文庫（文藝春秋）。
2018年、東宝配給で映画化され、公開された。

## あらすじ
外村は、高校2年の2学期のある日の放課後、体育館に置かれているグランドピアノを調律師が調律するのを偶然目の当たりにする。そのことがきっかけとなり、外村は生まれてはじめて北海道を出て、本州にある調律師養成のための専門学校で2年間、調律の技術を学んだ。そして、北海道に戻り、江藤楽器という楽器店に就職する。入社して5か月が過ぎた秋のある日、ふたごの姉妹の住む家で柳が行う調律に同行する。入社2年目のある日、板鳥が行う一流ピアニストのコンサートの調律に同行する。

## 登場人物
- 外村直樹（とむらなおき） - 調律師。
- 板鳥宗一郎（いたどり そういちろう） - 調律師。
- 柳伸二（やなぎしんじ） - 調律師。
- 秋野（あきの） - 調律師。
- 佐倉和音（さくら かずね） - 佐倉家のふたごの姉。
- 佐倉由仁（さくら ゆに） - 佐倉家のふたごの妹。
- 北川（きたがわ） - 江藤楽器の事務員。

## 書評
書店員の大矢靖之は、「優れた作品は読み手にいく種もの想像を許し、促していくものだと思う。そして本作はそうした作品に他ならないのだ」と評している。書評家の瀧井朝世は、「自然の描写や音楽の表現がとてもきれいで、美しい」「音楽の描写、外村の心情、周囲の人々との会話、なにげない比喩。どれもが丁寧に選ばれた言葉で表現されており、心にしみ込んでくる」と評している。

## 漫画
水谷愛の作画で、『Cheese!』（小学館）にて2018年2月号から同年6月号まで連載された。
- 水谷愛（漫画）、宮下奈都（原作） 『羊と鋼の森』 小学館〈フラワーコミックス〉、上下巻
  - 上巻、2018年2月26日発売、ISBN 978-4-09-139886-4
  - 下巻、2018年5月25日発売、ISBN 978-4-09-870131-5

## 映画
2018年6月8日公開。監督は橋本光二郎、主演は山﨑賢人。
上白石萌音・萌歌の姉妹が映画初共演。

### あらすじ(映画)
北海道で林業を営む家に生まれた外村直樹 (山﨑賢人)は高校の講堂でピアノを調律する板鳥宗一郎(三浦友和)の奏でる音に故郷の深い森の木々のイメージが重なる体験をした。調律師を世界に繋がる仕事と感じ、専門校で学んで板鳥の楽器店で働き始める外村。
穏やかな板鳥や、それぞれ葛藤を抱えて調律師になった柳(鈴木亮平)ら先輩に鍛えられながら、家々を訪問してピアノ調律を続ける外村。佐倉家の高校生姉妹である和音と由仁はコンクールに出場するほどの腕前で、調律の音にも敏感だった。急に頼まれた佐倉家の調律に失敗して落ち込むが、修行を続けて知らぬ間に人を癒していく外村。
佐倉家の姉娘である和音は生真面目で練習を欠かさないが、天才肌の妹・由仁に引け目を感じていた。コンクールに出場する和音を応援して、ついつい佐倉家のピアノを和音に合わせて調律する外村。ところが、コンクール後に佐倉家から、ピアノが弾けなくなったと調律キャンセルの連絡が入った。由仁に合わない調律のせいで不具合が生じたのではと気に病む外村。
祖母の葬儀で実家を訪れ、生まれ育った深い森に癒やされる外村。師匠の板鳥は来日したドイツの高名なピアニストから指名を受けてコンサートのピアノを調律した。板鳥の調律とピアニストの演奏に深く感動する外村。板鳥は愛用の調律器具を外村に贈った。
由仁から事情を聞く外村。彼女はピアノを弾く時だけ手が動かない病気を患い、コンクールで失敗したのだという。由仁は気を取り直したが、和音までピアノを弾かなくなったと聞いて、佐倉家に調律に向かい励ます外村。
結婚が決まった柳が、披露パーティーでのピアノ演奏を和音に依頼し、調律は外村が担当することになった。当日に姉妹で会場を訪れる和音と由仁。会場で演奏して吹っ切れた和音は、プロのピアニストを目指すと宣言した。由仁は調律師になるという。だが、雑音の多い会場では音が響かず、和音は演奏の手が止まってしまった。
会場の大きさや人の立ち位置まで計算してサポートし、板鳥の調律を思い出しながら和音の演奏を成功させる外村。故郷の深い森で巨木を探し当てるイメージを掴んだ外村は、調律師の最高峰であるコンサートチューナーを目指すと初めて口にした。

### キャスト (映画)
- 外村直樹 - 山﨑賢人[13]
- 柳伸二 - 鈴木亮平
- 佐倉和音 - 上白石萌音[12]
- 佐倉由仁 - 上白石萌歌[12]
- 北川みずき - 堀内敬子
- 濱野絵里 - 仲里依紗
- 上条真人 - 城田優
- 南隆志 - 森永悠希
- 外村雅樹 - 佐野勇斗
- 秋野匡史 - 光石研
- 外村キヨ - 吉行和子
- 板鳥宗一郎 - 三浦友和[13]

### スタッフ (映画)
- 原作 - 宮下奈都『羊と鋼の森』（文春文庫刊）
- 監督 - 橋本光二郎[13]
- 脚本 - 金子ありさ
- 音楽 - 世武裕子
- エンディング・テーマ - 久石譲×辻井伸行「The Dream of the Lambs」（AVEX CLASSICS INTERNATIONAL）
- 製作 - 市川南
- 共同製作 - 今村司、山本浩、宮崎伸夫、広田勝己、髙橋誠、松田誠司、松井清人、渡辺勝也、田中祐介、東実森夫、井戸義郎、伊藤公保
- エグゼクティブ・プロデューサー - 山内章弘
- プロデューサー - 石黒裕亮、川田尚広
- プロダクション統括 - 佐藤毅
- 撮影 - 山田康介
- 美術 - 矢内京子
- 録音 - 豊田真一
- 照明 - 加藤桂史
- 編集 - 瀧田隆一
- 助監督 - 清水勇気
- 製作担当 - 牧野内知行
- 音楽プロデューサー - 北原京子
- 企画協力 - 文藝春秋
- 配給 - 東宝
- 製作プロダクション - 東宝映画
- 製作 - 「羊と鋼の森」製作委員会（東宝、日本テレビ放送網、博報堂、朝日新聞社、毎日新聞社、KDDI、阪急交通社、文藝春秋、トーハン、GYAO、時事通信社、中日新聞社、ヤマハ）

### 受賞歴
- 第42回日本アカデミー賞[14]
  - 新人俳優賞 - 上白石萌歌

## オーディオブック
映画公開同日の2018年6月8日に、Audibleからデータ配信でオーディオブック化されている。朗読は村上聡が担当した。